# تطور تجريبي

التطور التجريبي هو استخدام التجارب أو المجالات المتحكم بها لإستكشاف ديناميكيات التطور. 
بسبب العدد الكبير من الاجيال المطلوبة للتطور لكي يحدث فإن تجارب التطور تتم بواسطة البكتيريا أو الفيروسات أو الخميرة وغيرها من الكائنات الدقيقة التي تتكاثر على نحو سريع. ورغم ذلك فالتجارب على الثعالب والقوارض قد اقيمت واظهرت تكيفات تحدث بحوالي 10-20 جيل. كما اظهرت التجارب على اسماك الجوبي تكيفات بعدد مماثل من الاجيال. وقد اقيمت تجربة على تغيير تسلسل الجينوم بأكمله تحت عنوان تطور واعادة الترتيب (Evolve and Re-sequence)  وقد أصبحت مألوفة في ذباب الفاكهة.
يمكن ملاحظة التطور في المختبر، حيث يتكيّف الأفراد/ الجماعات الأحيائيّة مع الظروف البيئيّة الجديدة عن طريق الانتقاء الطبيعي. هناك طريقتان مختلفتان يمكن أن ينشأ فيهما التكيّف في التطوّر التجريبي، أوّلها عن طريق اكتساب أحد المتعضّيات لطفرة مفيدة جديدة. أمّا الثانية فتكون عن طريق تغيّر تواتر الألّيل في التباين الوراثي المستمرّ الموجود أصلاً في مجموعة ما من الكائنات الحية. يمكن أن تلعب القوى التطوّريّة الأخرى -خارج الطفرة والانتقاء الطبيعي- أيضًا دورًا في التطوّر التجريبي أو يمكن دمجها في دراسات التطوّر التجريبية، مثل الانحراف الوراثي أو الانحراف الأليلي وانسياب المورّثات. يقرّر المُختَبِرُ الكائن الحيّ المستخدم بناءً على ما إذا كانت الفرضية المراد اختبارها تنطوي على التكيّف من خلال الطفرة أو تغيّر تواتر الأليل. يتطلّب حدوث طفرةٍ تكيفيّة عدداً كبيراً من الأجيال، لذا يتمّ تنفيذ التطوّر التجريبي عبر الطفرة في الفيروسات أو الكائنات أحاديّة الخلية التي تملك دورة حياة قصيرة جدّاً نسبيّاً وبالتالي تتكاثر بسرعة، مثل البكتيريا والخمائر النسيلة اللّاجنسية. يمكن لمجموعات متعدّدة الأشكال من الخميرة الجنسية أو اللّاجنسية، وحقيقيّات النّوى متعددة الخلايا مثل ذبابة الفاكهة، أن تتكيّف مع بيئات جديدة من خلال تغيير تواتر الألّيل في التباين الوراثي المستمرّ. على الرغم من التكلفة العالية لدراسة الكائنات ذات دورة الحياة الأطول، إلا أنّه من الممكن أن يتمّ استخدامها في التطور التجريبي. فقد أظهرت الدراسات المختبرية التي تمّ إجراؤها على الثعالب والقوارض إمكانيّة حدوث عمليّات التكيّف القابلة للمُلاحظة في غضون أقلّ من 10 إلى 20 جيل، وقد أظهرت التجارب التي أجريت على أسماك القوبيون البرّيّة تكيّفات ضمن أعداد قليلة نسبيّاً من الأجيال ممّا يجعلها قابلة للمقارنة. غالبًا ما يتم تحليل الأفراد أو المجموعات الأحيائيّة التي تمت ملاحظة تطويرها تجريبيًا في الآونة الأخيرة، باستخدام تسلسل الجينوم الكامل، وهو نهج يُعرف باسم التطور وإعادة تحديد التسلسل Evolve and Resequence (E&R). يمكن لـ E&R تحديد الطفرات التي تؤدي إلى التكيف في الأفراد النسيلية أو تحديد الأليلات التي تغير تواترها ضمن المجموعات متعدّدة الأشكال، من خلال مقارنة تسلسل الأفراد /الجماعات الأحيائية قبل وبعد التكيّف. تجعل بيانات التسلسل من تحديد الموقع في تسلسل الحمض النووي (DNA) الذي حدث فيه تغير في تغير الطفرة /الأليل لإحداث التكيف ممكناً. يمكن لطبيعة التكيّف ودراسات الاستقراء الوظيفية إعطاء فكرة واضحة عن تأثير الطفرة /الأليل على النمط الظاهري.

## التاريخ

### التدجين والتربية
قام البشر -عن غير قصد- بتجارب تطوّريّة وذلك لأنّهم لطالما ما كانوا يقومون بتدجين النباتات والحيوانات. أدى التناسل الانتقائي للنباتات والحيوانات إلى أنواع مختلفة بشكل كبير عن أسلافهم الأصلية البرّيّة. ومن الأمثلة على ذلك أنواع الكرنب أو الذرة أو أعداد كبيرة من سلالات الكلاب المختلفة. لقد أدرك تشارلز داروين قدرة التدجين البشري على تكوين أصناف ذات اختلافات شديدة من صنف واحد. في الواقع، بدأ تشارلز داروين كتابع «أصل الأنواع» بفصل يتحدّث عن التغييرات التي طرأت على الحيوانات الأليفة بتأثير التدجين، ناقش داروين في هذا الفصل طائر الحمام على نحو خاصّ.

## أمثلة حديثة على التطور التجريبي
استخدم التطور التجريبي في عدة اشكال لفهم العمليات التطورية. اقيمت تجارب على متعددات الخلايا ، احاديات الخلايا، حقيقيات النواة، بدائيات النواة، الفيروسات، كما تم القيام بأعمال على انزيمات محدد، وعلى الحمض النووي الريبوزي، النسخ المتماثل، والجينات.

### البكتيريا

#### تجربة لينسكي للاشريكية القولونية
لينكسي بدأ بمشروعه في عام 1988 لدراسة تطور البكتيريا مختبرياً حيث قام بأستنبات بكتريا القولون المعوية وجعلها تنمو بصورة مستمرة تحت بَصره الساهر في مختبره في جامعة ولاية ميشغان.
كل يوم كان هو أو أي أحد من مجموعة طلاب الدراسات العليا أو حملة الدكتوراه ينقلون القليل من هذه المستعمرات إلى وسط جديد بأنبوبة مختبر تاركين البكتريا تنمو بمعدل 6-7 أجيال في اليوم الواحد.
خمسة وعشرون عاماً لاحقه فأن المستعمرات (المجموع التراكمي لترليونات الخلايا) ظلت مستمرة لـ 58,000 جيل مذهل ومعدود. ذلك يشير إلى ما يقارب ملايين السنين لو قورنت بنسل الحيوانات الكبيرة مثل البشر، بالإضافة إلى قابلية تعقب هوية الطفرات البكتيرية على مستوى الحمض النووي.
هذا ما يجعل مشروع لينكسي الأفضل، انه أحد المصادر الأكثر تفصيلاً في المعلومات عن العمليات التطورية المتاحة على الإطلاق، تجعل من مشروع أي مختبر منافس شيئاً صغيراً امامها وتغرق حقل الدراسة في هذا المجال. إنه انجاز يستحق الاحتفال. وبينما جلبت تلك القدرة الانظار لاسيما على ملاحظة الكائنات ذات تردد التكاثر السريع ولالاف الاجيال فإن لينسكي يقول انها كانت باستخدام التجميد المختبري الذي اتاح العمل على الملاحظات المتقاطعة من خلال الاختبارات. الباحثون كانوا يجمدون عينات من البكتيريا وكانوا يقارنونها مع اسلافها. بالإضافة لذلك فإن تطور ورخص ثمن وسائل التحليل الدقيقة للجينوم اعطى للباحثين ادوات تحليلية أفضل. أحد الاسئلة المركزية التي دارت كانت حول الشد بين قوى التطور المتعارضة: الطفرات العشوائية وبدء التغيير الجيني من جهة والانتقاء الطبيعي الذي يشكل الطفرات من اجل البقاء. هذه القوى بحسب لينسكي توفر ضغطاً تطورياً من عدة جهات.
الطفرات العشوائية تؤدي إلى تنويع العُضيات، بينما الانتقاء الطبيعي هو قوة تؤدي إلى التجانس، مفضلة خصائص تحسن البقاء تحت ظروف معينة. التجربة كانت تجري تحت نفس القاعدة منذ بدءها، البكتيريا تنمو في محلول جلوكوز، والجلوكوز كان يُقاس بعناية وحيثما ينفذ فهو يسبب فترة جوع للبكتيريا قبل ان تتكاثر في اليوم التالي وتُنقل إلى محلول جديد. كل 75 يوم، كان هناك 500 جيل، وجزء من تجمعات البكتيريا كان يؤخذ ليُجمد على حدة. الاجيال الجديدة أصبحت تنمو بسرعة 80% أكبر من الاجيال الاصلية، وهو مثال جيد للتكيف بالانتقاء الطبيعي للبكتيريا الاسرع تكاثراً تحت تأثير الجوع. تحليل 12 خط من اصل 20 الف جيل، اظهل 45 طفرة من الجيل الاصلي، حدثت الطفرات لـ 4000 جين. العديد من الجينات كانت قد تعرضت لاكثر من طفرة في جميع الخطوط، ولكن كان من النادر حدوث نفس الطفرة بين الجينات.
بعد 30 الف جيل لاحظ العلماء شيئاً غريباً. وهو تطوير أحد الاجيال للقدرة على استخدام جزيئات كاربون مختلفة في المحلول، وهي السترات، كمصدر للطاقة.
العلماء تسائلوا إذا ما كان نتيجة لطفرة نادرة وحيدة ام مجموعة من التغيرات التي تتضمن عدة طفرات عبر الاجيال، وللتأكد تم أخذ بعض الخلايا المجمدة وتنميتها في بيئة تفتقر للجلوكوز وحيث تكون السترات هي الغذاء الوحيد. وقد وجد ان 19 كائن ممن تعرضوا للطفرات امتلكوا القدرة على استخدام السترات كمصدر للطاقة. وقد اظهر ذلك انها نتيجة لطفرة واحدة. بالقياس الدقيق لتحديد إذا ما كنت البكتيريا الجديدة تختلف عن الانواع السابقة وجد لينسكي ان البكتيريا التي تتغذى على الطفرات تمتلك قدرة اضعف على العيش في البيئة التي تتضمن الجلوكوز فقط.

#### فرط التحشد في بكتيريا الزائفة الزنجارية
في عام 2013 نشر خواو خافيير تجربة حول بكتيريا الزائفة الزنجارية حيث تم تعريضها إلى ظروف تحتاج يها إلى ان تتحشد للحصول على الطعام، وقد تطورت لديها القدرة على التحشد المفرط بسرعات تزيد بـ 25% عن الكائن الطبيعي، من خلال تطوير عدة اسواط بدل السوط الواحد الذي تمتلكه هذه البكتيريا، وكان هذا التطور متكرراً في الاجيال الجديدة. 

### أمثلة أخرى
لـسمكة أبو شوكة خصائص بحرية وأخرى للمياه العذبة، تطورت صفات المياه العذبة منذ العصر الجليدي. كائنات المياه العذبة من الممكن ان تعيش تحت درجات حرارة اوطئ. العلماء اختبروا امكانية إعادة تطور مقاومة درجات الحرارة المنخفضة من خلال الإبقاء على الكائنات البحرية في المياه العذبة. وقد استغرق الامر ثلاث اجيال لتكون قادرة على تحمل درجات الحرارة التي تبلغ 2.5 درجة سيليزية وهي الموجودة لدى اسماك المياه العذبة.

### حشرة المنّ
أجرى عالم الأحياء السوفيتي جورجي شابوشنيكوف في الخمسينيات من القرن العشرين، تجاربَ على حشرةِ المنّ من فصيلة المنّيّات. عن طريق نقلها إلى نباتات غير مناسبة لها بشكلٍ كامل -من الناحية الطبيعية-، واستطاع إجبار مجموعاتٍ من النسل الناتج من التوالد العذري على التكيّف مع مصدر الغذاء الجديد إلى درجة العزلة التناسلية عن المجموعات العاديّة من نفس النوع.

## التطور التجريبي كمجال للبحث والتعليم
نظرية التطور يتم الهامها والتحقق منها بفضل دراسة الأنماط والمجتمعات، على سبيل المثال دراسة الأعراق، الانحرافات الحاصلة في الأنواع، التغيرات في المجتمعات والتركيب الجيني والوحدات الجينية والتي تعكس كلها التطور القديم. علم التطور التجريبي عبارة عن واجهة بحثية تمنح فرصة دراسة عمليات التطور تجريبيا في الوقت الراهن. العقد الماضي شهد تطورا سريعا للدراسات التي تصب في هذا المجال وذلك بسبب زيادة الوعي حول فعالية هذه المقاربة بالإضافة إلى تطور الوسائل التكنولوجية التي سهلت تحليل التركيب الجيني والجزيئي للتطور التجريبي.
دراسات جديدة انضمت لهذا المجال والأكثر من ذلك بعضها قد ركز اهتمامه على قوى تطورية أخرى بما فيها الانحراف الجيني، التحول والتدفق الجيني. ويمكن الجزم بان هذه القوى التطورية الأخرى تؤثر اثناء التجربة إلى جانب الانتخاب تمام مثلما تفعل في الطبيعة. مما سبق قدمنا التطور التجريبي على انه مقاربة بحثية ليس فقط لإظهار محاسنها وفعاليتها ولكن لتبيان حدودها وتحذيراتها.
يمكن القول ان الأنظمة التكنولوجية الحديثة أحدثت ثورة في دراسة التغير الجيني والجزيئي للتطور التجريبي. 
كثير من تجارب التطور التجريبي تسعى إلى فهم آلية تكيف المجتمعات مع شروط بيئية معينة، محددة بعوامل خاصة كالحرارة، التغذية، التأثيرات البيئية والمنافسة.
. 
بسبب تسارع ظهور اجيال البكتيريا فإن ذلك يطرح الفرصة لدراسة التطور الجزيئي في الصف. هناك عدد من التمارين تتضمن البكتيريا والخميرة يمكن ان تعطي درسا جيدا في مبادئ كثيرة بدءاً من التطور والمقاومة  وانتهاءاً بالتطور متعدد الخلايا أيضا بتقنيات تسلسل الجيل القادم حيث يتم تغيير تسلسل الجينوم يمكن للطلبة ان يقوموا بتجارب تطورية أكثر تقدماً.